# ۳۵۱۹ آمبیوریکس
سیارک ۳۵۱۹ (به انگلیسی: 3519 Ambiorix، نامگذاری:1984DO) سه هزار و پانصد و نوزدهمین سیارک کشف شده‌است که در ۲۳ فوریه ۱۹۸۴ کشف شد.
قدر مطلق سیارک برابر ۱۳٫۱۰ است.